# Werin Bazmaberd
Werin Bazmaberd – wieś w Armenii, w prowincji Aragacotn. W 2011 roku liczyła 452 mieszkańców.